# Železniční trať Bošice–Svojšice
Železniční trať Bošice–Svojšice je zaniklá jednokolejná neelektrifikovaná trať, později vlečka, ve Středočeském kraji. Trať vystavěla společnost Rakouské místní dráhy, založená v roce 1880.

## Historie
Železniční trať do Svojšic vznikla mezi roky 1881 a 1884 jako odbočka z trati Pečky–Kouřim. Odbočovala ve stanici Bošice, kde se nacházely tři dopravní koleje. Ve Svojšicích vzniklo nádraží poměrně daleko od obce, u cukrovaru Karlov (někdy nazývaného Karlovo údolí), neboť tamější obyvatelé při návrhu stavby proti poloze nádraží nevznesli žádné připomínky. Naprosto opačným případem bylo nádraží v Kouřimi, kde místní proti poloze nádraží daleko od města přímo protestovali, dosáhli tak změny projektu a přiblížení nádraží na okraj města. Kvůli nepříliš vhodnému umístění svojšického nádraží zde osobní doprava pravděpodobně nikdy nebyla provozována, ačkoliv to podle všeho bylo v plánu. Později trať přešla do vlastnictví soukromé Společnosti státní dráhy a v roce 1908 byla zestátněna, čímž ji začaly provozovat Rakouské státní dráhy. Od roku 1916 byla trať zařazena do kategorie vleček, a to až do ukončení provozu v roce 1926. Z trati se dochovala část železničního náspu a také mostek přes Bečvárku.

## Navazující tratě

### Bošice
- Trať 012 Pečky – Bošice – Bečváry/Kouřim